# 科林·卡尔
科林·卡尔（英語：Colin Hackett Kahl）是一位美国的政治顾问和学者，他曾在乔·拜登擔任副总统時出任副总统国家安全顾问，並且参与了伊朗核問題全面協議的谈判。在唐納·川普時期，卡尔擔任史丹佛大學高级研究员；拜登出任美國總統後，科林·卡尔在喬·拜登政府中擔任負責制定国防政策的國防部次長。

## 生平
卡尔出生在密西根州，後來搬到列治文居住。  1989年，卡爾從约翰肯尼迪高中畢業。  1993年，卡尔获得密西根大学政治学学士学位， 2000年获得哥伦比亚大学政治学博士学位。 
1997年至1998年，卡尔擔任哈佛大学国家安全研究员。2005年至2006年，卡尔擔任美国外交关系协会国际事务研究员。  此外他還是明尼苏达大学的一位教授。 
2009年至2011年，卡爾·担任负责中东事务的副助理国防部长。  2011年，他被美國国防部长罗伯特·盖茨授予国防部长杰出公共服务奖章。  2014年，他出任副总统乔·拜登的国家安全顾问。  期間卡尔参与了伊朗核問題全面協議的谈判。
拜登當選美國總統後，提名卡尔出任负责制定國防政策的美國国防部副部长。不過一些共和黨籍參議員反對拜登的提名，理由是卡尔曾經支持簽署伊朗核問題全面協議，而且卡尔還多次批評特朗普政府的政策。 共和党人还指控卡尔在推特上洩露國家機密，他們要求联邦调查局徹查此事。 
2021年3月4日，美国参议院军事委员会就卡尔的提名举行听证会。2021年3月24日，由於一大批共和黨人反對卡爾出任國防部副部長，提名過程陷入僵局，因此委員會一度推遲提名投票。之後参议院舉行的提名投票中，51人支持卡爾，50人反對卡爾，卡爾提名暫時未獲得通過。  2021年4月27日，參議院再次舉行卡爾提名投票，由於共和黨籍的參議員缺席，最終卡尔以49票支持、45票反對的結果得以出任國防部副部長。没有一位共和党人投支持票。 次日，卡尔正式出任国防部副部長。卡爾上任後表示中国是唯一能在经济、技术、政治和军事上对美国形成系统性挑战的国家，因此应对中国挑战是国防部的首要任务。